# Dean Santoro
Dean Santoro (Johnstown (Pennsylvania), 30 januari 1938 - Sherman Oaks, 10 juni 1987) was een Amerikaans acteur. Hij speelde de rol van Raymond Furguson in zes afleveringen van de televisieserie Dallas.

## Filmografie
- Don't Call Us, We'll Call You (1971)
- Terror on the 40th Floor (1974)
- Miles to Go Before I Sleep (1975)
- Dogs (1976)
- Police Story: Confessions of a Lady Cop (1980)
- O'Hara's Wife (1982)
- I Want to Live (1983)
- Concrete Beat (1984)

## Televisieseries
- Barnaby Jones (1974 en 1975)
- Good Times (1974)
- Kojak (1975)
- The Invisible Man (1975)
- Cannon (1975)
- The Bob Crane Show (1975)
- Wide World Mystery (1975)
- The Mary Tyler Moore Show (1976)
- Charlie's Angels (1976)
- Barney Miller (1976)
- The Rockford Files (1976)
- The Practice (1976)
- The Love Boat (1977)
- C.P.O. Sharkey (1977)
- The Streets of San Francisco (1977)
- Man from Atlantis (1977)
- Lou Grant (1978, 1980 en 1982)
- David Cassidy - Man Undercover (1978)
- The Incredible Hulk (1978)
- The Tony Randall Show (1978)
- House Calls (1980 en 1981)
- Joanie Loves Chachi (1982)
- The Greatest American Hero (1982)
- Remington Steele (1983)
- The A-Team (1983)
- Newhart (1985)
- Scarecrow and Mrs. King (1985)
- Dallas (1985)
- Robert Kennedy & His Times (1985)